# The Road: Tragedy of One
The Road: Tragedy of One (Hangul: 더 로드: 1의 비극; RR: The Road: 1ui Bigeuk, también conocida como The Tragedy of One) es una serie de televisión surcoreana transmitida del 4 de agosto de 2021 hasta el 9 de septiembre de 2021 a través de tvN.
La serie es una adaptación de la novela japonesa "One Tragedy" (一 の 悲劇) de Norizuki Rintaro (法 月 綸 太 郞).

## Sinopsis
La serie narra las terribles ambiciones, secretos, deseos, culpas y salvación que rodean a los residentes que viven en el "Royal the Hills", un lugar donde solo vive el 1% más rico y superior de la sociedad coreana.
Baek Soo-hyun, es un popular y respetado presentador conocido como un periodista con fuertes creencias. Cuando dice algo frente a la cámara, los espectadores toman sus palabras como la "verdad", sin embargo Soo-hyun en realidad tiene otro lado, un corazón frío y cuando quiere algo, lo consigue pase lo que pase, utilizando todos y cada uno de los medios para conseguir lo que quiere.
Mientras tanto, Seo Eun-soo es la hija del presidente del grupo "Jekang" y esposa de Soo-hyun. Una popular artista en la creación de miniaturas, cuya prioridad a su familia. Trata de nunca perder su dignidad, sin embargo cuando se encuentra con la tragedia intenta proteger a los suyos.
Finalmente Cha Seo-young, es una locutora de la emisora que parece tenerlo todo, incluido un trabajo prestigioso y una formación académica ejemplar, sin embargo rara vez está satisfecha con lo que tiene.

## Reparto

### Personajes principales
| Actor       | Personaje                | N.º de episodios | Notas |
| ----------- | ------------------------ | ---------------- | --- |
| Ji Jin-hee  | Baek Soo-hyun            | 12               | Es un frío presentador de noticias nacional en quien el público confía y respeta, sin embargo en realidad tiene otro lado siniestro. Está casado con Seo Eun-soo y el padre de Yeon Woo. Secretamente es el padre biológico de Joon Young.                             |
| Yoon Se-ah  | Seo Eun-soo / Seo Eun-ho | 12               | Seo Eun-soo: es la sabia y elegante esposa del presentador de noticias Baek Soo-hyun, así como la hija de Seo Ki-tae, el poderoso presidente de "Jekang Group". Seo Eun-ho: es la difunta hermana gemela de Eun-soo.                                                   |
| Kim Hye-eun | Cha Seo-young            | 12               | Es una honesta locutora de la sala de redacción que desea vivir una vida elegante. Es la madre de Joon-young, quien murió luego de ser secuestrado. Más tarde se revela que en realidad ella lo había estado alimentando con una droga que le causó un edema cerebral. |

### Personajes secundarios

#### Personas cercanas a Soo-hyun y Eun-soo
| Actor         | Personaje           | N.º de episodios | Notas |
| ------------- | ------------------- | ---------------- | --- |
| Chun Ho-jin   | Seo Ki-tae          | -                | Es el padre de Seo Eun-soo y el importante presidente del conglomerado "Jekang Group", un hombre lo suficientemente poderoso como para ejercer una gran influencia y control sobre el mundo político y económico de Corea. Es un hombre arrogante, moralista y de corazón frío que nunca gasta dinero en cosas que no lo beneficiarán. |
| Jo Seong-joon | Seo Jeong-wook      | -                | Es el hijo de Seo Ki-tae y Bae Baek-suk, así como el hermano de Seo Eun-soo y Seo Eun-ho. Es una persona que siempre se mete en problemas de drogas, incluido el caso "Gap-jil". Es miembro de la Fundación Siderúrgica. |
| Kim Min-jun   | Baek Yeon-woo       | -                | Es el hijo de Baek Soo-hyun y Seo Eun-soo. Su medio hermano Joon Young, murió luego de ser secuestrado en vez de él. |
| Kang Sung-min | Oh Jang-ho          | -                | Es un director de documentales y el antiguo esposo de Seo Eun-ho, la difunta hermana gemela de Eun-soo. Más tarde se revela que está teniendo una aventura con Eun-soo a quien ve como Eun-ho. |
| Kim Sung-soo  | Det. Shim Seok-hoon | -                | Es un detective de la Unidad de Investigación Metropolitana que una vez fue amigo de la infancia de Baek Soo-hyun, pero cuya amistad se tensó cuando una joven de secundaria desapareciera en su ciudad natal, Yeongsan. |

#### Personas cercanas a Seo-young
| Actor        | Personaje       | N.º de episodios | Notas |
| ------------ | --------------- | ---------------- | --- |
| Ahn Nae-sang | Choi Nam-gyu    | -                | Es el esposo de Cha Seo-young y padre adoptivo de Choi Nam-gyu. Es un ex abogado y director ejecutivo de una gran empresa de inversiones. Administra ilegalmente el fondo para sobornar a sus superiores y era consciente de que su esposa estaba dándole a su hijo drogas para dormir.                                  |
| Lee Seo      | Choi Se-ra      | -                | Es la hija de Choi Nam-gyu de su primer matrimonio. Causó un accidente de tráfico sospechoso que se presume mató aJoon-young. |
| Nam Nam-won  | Choi Joon-young | -                | Es el hijo de Cha Seo-young e hijo adoptivo de Choi Nam-gyu. Más tarde se revela que es el hijo biológico de Baek Soo-hyun y que había muerto luego de ser secuestrado en lugar del hijo de Soo-hyun, Yeon-woo. También se revela que su madre lo había estado alimentando con una droga que le causó un edema cerebral. |

#### Miembros de la Fundación Siderúrgica
| Actor          | Personaje      | N.º de episodios | Notas |
| -------------- | -------------- | ---------------- | --- |
| Kang Kyung-hun | Bae Kyung-sook | -                | Es el presidente de la fundación siderúrgica. |
| Ha Min         | Yang Sung-ja   | -                | Es la jefa del departamento de planificación de la fundación cultural siderúrgica y la esposa de Hwang Tae-seop, cuando su esposo se mete en problemas inventa una coartada para él. |
| Kim Roi-ha     | Hwang Tae-seop | -                | Es un miembro del 4.º Período de la Asamblea Nacional y el esposo de Yang Sung-ja.                                                                                                   |
| Hyun Woo-sung  | Jo Sang-mu     | -                | Es la mano derecha de Seo Ki-tae, y un director dentro del grupo siderúrgico. |

#### Miembros de la Prensa
| Actor       | Personaje     | N.º de episodios | Notas |
| ----------- | ------------- | ---------------- | --- |
| Baek Ji-won | Kwon Yeo-jin  | -                | Es una compañera de Baek Soo-hyun y ex presentadora de noticias. Es la primera directora de la agencia de noticias BSN. |
| Oh Yong     | Kang Jae-yeol | -                | Es el productor de "News Night".                                                                                        |
| Joo Ye-eun  | Park Mun-hwa  | -                | Es una reportera de "News Night".                                                                                       |

### Otros personajes
| Actor         | Personaje           | N.º de episodios | Notas |
| ------------- | ------------------- | ---------------- | --- |
| Lee Jong-hyuk | Yoon Dong-pil       | -                | Es el director ejecutivo (CEO) de un gran establecimiento de entretenimiento, así como amigo de la infancia de Baek Soo-hyun y Shim Seok-hoon. |
| Jo Dal-hwan   | Park Sung-hwan      | -                | Es un reportero independiente del entretenimiento que no se lleva bien con Baek Soo-hyun.                                                      |
| Han Joo-wan   | Det. Kim Young-shin | -                | Es un detective de la unidad de investigación metropolitana.                                                                                   |

### Apariciones especiales
| Actor       | Personaje | N.º de episodios | Notas                                                  |
| ----------- | --------- | ---------------- | ------------------------------------------------------ |
| Son Yeo-eun | Lee Mi-do | -                | Es la novia de Oh Jang-ho y empleada de "Dark Dining". |

## Episodios
La serie está conformada por doce episodios, los cuales fueron emitidos todos los miércoles y jueves a las 10:30 p. m. (KST).

### Índices de audiencia
Los números en color rojo indican las calificaciones más bajas, mientras que los números en azul indican las calificaciones más altas.
| Episodio | Fecha de emisión        | Participación promedio de audiencia (AGB Nielsen) | Participación promedio de audiencia (AGB Nielsen) |
| Episodio | Fecha de emisión        | Nacional                                          | Seúl                                              |
| -------- | ----------------------- | ------------------------------------------------- | ------------------------------------------------- |
| 1        | 4 de agosto de 2021     | 3.365% (1.ª)                                      | 3.748% (1.ª)                                      |
| 2        | 5 de agosto de 2021     | 3.970% (2.ª)                                      | 4.839% (2.ª)                                      |
| 3        | 11 de agosto de 2021    | 2.735% (2.ª)                                      | 3.190% (2.ª)                                      |
| 4        | 12 de agosto de 2021    | 3.201% (2.ª)                                      | 3.586% (2.ª)                                      |
| 5        | 18 de agosto de 2021    | 1.900% (3.ª)                                      | 2.119% (3.ª)                                      |
| 6        | 19 de agosto de 2021    | 2.115% (3.ª)                                      | 2.306% (3.ª)                                      |
| 7        | 25 de agosto de 2021    | 1.845% (3.ª)                                      | 2.015% (2.ª)                                      |
| 8        | 26 de agosto de 2021    | 2.161% (3.ª)                                      | 2.243% (4.ª)                                      |
| 9        | 1 de septiembre de 2021 | 1.733% (3.ª)                                      | 1.734% (3.ª)                                      |
| 10       | 2 de septiembre de 2021 | 2.470% (2.ª)                                      | 2.256% (2.ª)                                      |
| 11       | 8 de septiembre de 2021 | 1.957% (2.ª)                                      | 2.126% (2.ª)                                      |
| 12       | 9 de septiembre de 2021 | 2.856% (2.ª)                                      | 3.099% (2.ª)                                      |
| Promedio | Promedio                | 2.526%                                            | 2.772%                                            |

## Música
El OST de la serie está conformado por las siguientes canciones:

### Parte 1
| No. | Intérprete     | Canción            | Letra                           | Música                                       | Duración |
| --- | -------------- | ------------------ | ------------------------------- | -------------------------------------------- | -------- |
| 1   | Lee Seung-yeol | "Memories"         | Park Seong-jin y Jeon Seung-woo | Park Seong-jin, Choi Min-chang y Kim Do-yeon | 3:55     |
| 2   |                | "Memories" (Inst.) | -                               | -                                            | 3:55     |

### Parte 2
| No. | Intérprete | Canción                | Letra                | Música        | Duración |
| --- | ---------- | ---------------------- | -------------------- | ------------- | -------- |
| 1   | Jeong-in   | "Find The Way"         | Jayins, Naiv y Jemma | Jayins y Naiv | 3:23     |
| 2   |            | "Find The Way" (Inst.) | -                    | -             | 3:23     |

## Producción
La serie también es conocida como "The Road: The Tragedy of 1", "The Tragedy of One" y/o "Birth of a Tragedy".
La dirección está a cargo de Kim No-won (김노원), mientras que el guion fue realizado por Yoon Hee-jung (윤희정).
La producción estuvo en manos de Oh Hwan-min, Kim Kyung-tae y Yoo Si-yeon, quien también contó con el productor ejecutivo Kim Gun-hong.
La primera lectura del guion fue realizada en 2021.
La serie también contó con el apoyo de la compañía de producción The Great Show.

### Recepción
El 9 de agosto de 2021, el Good Data Corporation compartió su nueva clasificación de los dramas y miembros del elenco que generaron más revuelo durante la semana. Las listas se compilaron a partir del análisis de artículos de noticias, publicaciones de blogs, comunidades en línea, videos y publicaciones en redes sociales sobre los dramas que están actualmente al aire o que saldrán al aire próximamente. La serie obtuvo el puesto número 8 dentro de la lista de dramas más comentados de la semana.
El 18 de agosto del mismo año, Good Data Corporation compartió su nueva clasificación de los dramas y miembros del elenco que generaron más revuelo durante la semana. Las listas se compilaron a partir del análisis de artículos de noticias, publicaciones de blogs, comunidades en línea, videos y publicaciones en redes sociales sobre los dramas que están actualmente al aire o que saldrán al aire próximamente. La serie obtuvo el puesto número 6 dentro de la lista de dramas más comentados de la semana, mientras que el actor Jung Jin-young ocupó el puesto número 10 dentro de los diez miembros del elenco más comentados de la semana.
El 5 de septiembre de 2021, Good Data Corporation compartió su nueva clasificación de los dramas y miembros del elenco que generaron más revuelo durante la semana. Las listas se compilaron a partir del análisis de artículos de noticias, publicaciones de blogs, comunidades en línea, videos y publicaciones en redes sociales sobre los dramas que están actualmente al aire o que saldrán al aire próximamente. La serie nuevamente obtuvo el puesto número 10 dentro de la lista de dramas más comentados de la semana.
El 8 de septiembre del mismo año, Good Data Corporation compartió su nueva clasificación de los dramas y miembros del elenco que generaron más revuelo durante la semana. Las listas se compilaron a partir del análisis de artículos de noticias, publicaciones de blogs, comunidades en línea, videos y publicaciones en redes sociales sobre los dramas que están actualmente al aire o que saldrán al aire próximamente. La serie obtuvo el puesto número 9 dentro de la lista de dramas más comentados de la semana.
El 16 de septiembre del mismo año, Good Data Corporation compartió su nueva clasificación de los dramas y miembros del elenco que generaron más revuelo durante la semana. Las listas se compilaron a partir del análisis de artículos de noticias, publicaciones de blogs, comunidades en línea, videos y publicaciones en redes sociales sobre los dramas que están actualmente al aire o que saldrán al aire próximamente. La serie obtuvo el puesto número 10 dentro de la lista de dramas más comentados de la semana.